# Mad Cowgirl
Mad Cowgirl – undergroundowy film w reżyserii twórcy kina niezależnego Gregory'ego Hatanaki. Hatanaka dedykował go Doris Wishman, twórczyni popularnych w latach sześćdziesiątych XX wieku projektów z nurtu sexploitation, a także aktorowi Johnowi Cassavetesowi. Mad Cowgirl zaprezentowano podczas offowych festiwali SF Indiefest i Silver Lake Film Festival oraz w wielkomiejskich kinach (m.in. w Nowym Jorku i Seattle). Z szerszą dystrybucją film spotkał się dopiero 5 grudnia 2006 roku, gdy wydano go na dysku DVD w krajach północnoamerykańskich.
Film kręcono w Los Angeles w stanie Kalifornia (USA) począwszy od 10 stycznia 2005 roku.

## Zarys fabuły
Dziewczyna, która umiera na chorobę mózgu, powoli zaczyna popadać w obłęd. Jej surrealistyczna podróż z czasem stanie się pełna przemocy.

## Obsada
- Sarah Lassez − Therese
- James Duval − Thierry
- Devon Odessa − Aimee
- Walter Koenig − pastor Dylan
- Jaason Simmons − Jonathan Hunter
- Linton Semage − dr. Suzuki
- Vic Chao − Charlie
- Christo Dimassis − Ojciec
- Douglas Dunning − Miles Graham
- Katie Weaver − Cindy
- Christopher Ogilvie − Leo
- Ron Becks − pastor Johnson

## Nagrody i wyróżnienia
- 2006:
  - nagroda Silver Lake podczas Los Angeles Silver Lake Film Festival w kategorii najlepszy film eksperymentalny (nagrodzony: Gregory Hatanaka)
  - nagroda Silver Lake podczas Los Angeles Silver Lake Film Festival w kategorii najlepsza kreacja aktorska (Sarah Lassez)